# Parafia św. Mikołaja w Czeszewie
Parafia Świętego Mikołaja w Czeszewie – rzymskokatolicka parafia leżąca w granicach dekanatu miłosławskiego. Erygowana w 1407 roku.

## Dokumenty
Księgi metrykalne: 
- ochrzczonych od 1945 roku
- małżeństw od 1945 roku
- zmarłych od 1945 roku